# Memento Mori (programa de radio)
Memento Mori (estilizado en mayúsculas) es un programa de radio de Apple Music 1 creado por el cantante canadiense The Weeknd. Sindicado a través de su compañía discográfica XO, el programa comenzó a transmitirse el 8 de junio de 2018. A lo largo del programa, The Weeknd toca una mezcla de canciones que lo han inspirado durante el proceso de creación de su álbum. También invita a varios invitados a presentar su propio episodio y compartir sus listas de reproducción seleccionadas.

## Historia

### 2018-2019: Primeros episodios
The Weeknd anunció su programa de radio Memento Mori el 6 de junio de 2018 a través de las redes sociales. El primer episodio se emitió el 8 de junio. En el momento de su emisión, The Weeknd vivía en París e interpretó canciones inspiradas en «algunas noches muy memorables». El segundo episodio se emitió el 23 de agosto, más de dos meses después del estreno.
El tercer episodio se emitió el 10 de enero de 2019 y fue presentado por el productor Gesaffelstein. Durante la emisión, Gesaffelstien estrenó su canción «Lost in the Fire», que sirvió como segundo sencillo de su segundo álbum de estudio Hyperion. Cuando se emitió el episodio, The Weeknd vivía en Nueva York y trabajaba en su cuarto álbum de estudio. El cuarto episodio se emitió el 16 de febrero, el cumpleaños 29 de The Weeknd. La presentadora de la emisión fue su entonces novia, la modelo Bella Hadid. El quinto episodio se emitió el 27 de abril de 2019 y fue presentado por Cash, el cogestor de The Weeknd. Durante el episodio, estrenó canciones de los raperos 21 Savage, Offset y Travis Scott. El sexto episodio, y la primera edición de Halloween del programa, se emitió el 31 de octubre. El presentador fue DJ Kerwin Frost.

### 2019-2020: Campaña deAfter Hours
The Weeknd presentó el séptimo episodio el 26 de noviembre de 2019, en medio de la expectación por su nueva música. Durante el episodio, estrenó su canción «Heartless», el sencillo principal de su cuarto álbum de estudio After Hours (2020). El octavo episodio se emitió el 20 de marzo de 2020 para celebrar el estreno de After Hours. El noveno episodio, una edición especial dedicada al álbum de estudio debut de The Weeknd, Kiss Land (2013), se emitió el 13 de agosto. Durante el episodio, tocó las canciones que inspiraron Kiss Land, así como temas inéditos que no llegaron a entrar en el álbum, incluida una colaboración con la cantautora Lana Del Rey. El décimo episodio, y la segunda edición de Halloween, se emitió el 31 de octubre. Fue presentado por el músico Oneohtrix Point Never.
El undécimo episodio se emitió el 5 de noviembre de 2020 y fue presentado por el rapero Nav para celebrar el lanzamiento de su segunda mixtape Emergency Tsunami. El duodécimo episodio, una edición especial de Navidad, se emitió el 18 de diciembre. El decimotercer episodio se emitió el 6 de enero de 2021.

### 2021-presente: Campaña deDawn FM
El decimocuarto episodio se emitió el 15 de agosto de 2021 para celebrar el lanzamiento de la canción de The Weeknd «Take My Breath», el sencillo principal de su próximo quinto álbum de estudio, Dawn FM. El decimoquinto episodio se emitió el 11 de agosto. Durante el episodio, The Weeknd compartió un par de canciones que inspiraron su próximo álbum, incluidas las canciones «Toxic» y «Everytime» de la cantante Britney Spears. El decimosexto episodio, que celebraba el décimo aniversario del lanzamiento de la segunda mixtape de The Weeknd, Thursday (2011), se emitió el 18 de agosto. El decimoséptimo episodio se emitió el 27 de agosto y fue presentado por el rapero Belly para celebrar el lanzamiento de su tercer álbum de estudio See You Next Wednesday.
El decimoctavo episodio se emitió el 4 de octubre. Durante el episodio, The Weeknd anunció que su próximo álbum está terminado y que estaba esperando a un «par de personajes que son clave para la narrativa». También reveló durante el episodio que aparecerá en un par de canciones que llegarán antes del lanzamiento del álbum. El decimonoveno episodio se emitió el 14 de octubre y fue presentado por La Mar Taylor, mejor amigo y director creativa de The Weeknd. El vigésimo episodio se emitió el 28 de octubre y fue presentado por el supergrupo de música house Swedish House Mafia. Durante el episodio, el grupo estrenó su canción de colaboración con The Weeknd «Moth to a Flame», el tercer sencillo de su próximo álbum debut de estudio Paradise Again. El vigésimo primer episodio, y tercera edición de Halloween, se emitió el 31 de octubre. Fue presentado por el productor Mike Dean. El vigésimo segundo episodio se emitió el 19 de noviembre. Fue presentado por la cantautora Rosalía.